# Tetramorium calinum
Tetramorium calinum är en myrart som beskrevs av Bolton 1980. Tetramorium calinum ingår i släktet Tetramorium och familjen myror. Inga underarter finns listade i Catalogue of Life.